# 登塔者シメオン
登塔者聖シメオン（とうとうしゃせいシメオン、アラビア語: مار سمعان العمودي mār semʕān l-ʕamūdī、ギリシア語: Άγιος Συμεών Στυλιτεσ、ロシア語: Симеон Столпник、英語: Simeon Stylites、390年頃 - 459年）は、正教会・非カルケドン派・カトリック教会で崇敬される聖人。最初の登塔者。
「登塔者」は正教会における訳語。正教会以外の場面（カトリック教会ほか）では柱頭行者との訳語がある。シメオンについては他にシュメオーン、シモンといった転写もなされる。

## 教会における伝承
以下は教会に伝えられる伝承である。
アナトリアのキリキア州に羊飼いの息子として生まれる。13歳の時に聖体礼儀に参祷した際に、福音経の一節として読まれた真福九端の冒頭に感動し、修道院に入った。
18年間を修道院で過ごすが、あまりに激しい労働と厳しい祈祷・斎に励んでいたため、修道院長はシメオンが健康を害することを恐れ、たびたびこれを止めたこともあった。
さらにこの世から離れ絶えず祈祷するために、シメオンは修道院を出て山に入った。孤独な修道生活から逃れたい願望が生じることを恐れたシメオンは大きな石に鎖で自分を縛り付けたが、これを聞きつけたアンティオキアの主教メレティオスがシメオンのもとを訪れ、「人間は自分の意志の力で自ら制御していくのです。…（中略）ただ知恵と希望とによって自分を治めなさい」と教えると、シメオンは直ちに鎖を解き、ただ堅い望みによってのみ己をつなごうと努めた。
さらに努力を重ねようとしたシメオンは、一つの高い塔（約18メートル〈60フィート〉）を築き、頂上（推定およそ4メートル〈12フィート〉四方）に小屋を建て、そこで絶え間なく神に祈祷した。シメオンは神に喜ばれ、奇蹟を行うようになったと伝えられる。

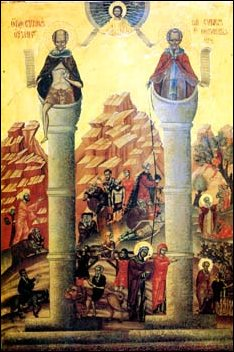
聖シメオンのイコン。シメオンが修道士たちの使者から塔から下りるように言われ、直ちに下りようとする場面が左に描かれている。

この噂を聞き付けた修道士達は、シメオンが他人より優れようとする傲慢からこのような特異な修道をしているのではないかと疑い、使者を使わした。使者には、なぜ師父の規則に従わず奇妙な修道生活を選んでいるのか、すぐ塔から下りて他の修道士達のように神に仕えよ、とシメオンに伝えるように命じた。もしシメオンが伝言を聞き入れなかったら力づくで引き下すように、もしシメオンが伝言を聞いてすぐに塔から下りようとしたら、それは謙遜から出ている神への真の仕えであるから、塔の上にとどめて下してはならない、とも命じた。
果たして使者の言葉を聞いたシメオンは塔からすぐに下りようとしたので、使者たちはシメオンを塔の上にとどめた。
シメオンはよく人々の相談に乗り、病気の人のために祈った。彼の祈りによって多くの病人が癒されたと伝えられる。シメオンは謙遜と愛をもって全ての人を迎え、人々が自分を誉めることを許さず、ただ光栄を神に帰して感謝させた。
40数年間、塔の上で修行し、人々を教え導いた後、459年に永眠。遺体が安置された聖堂に居た、耳が聞こえず口も利けない少年の耳と口が癒される奇蹟が起きたと伝えられている。

## 崇敬
シメオンの死後、シメオンに倣って塔に登って修行する修道士が何人か現れたが、時を経て、特異な修道形態としてこの形式そのものはすたれた。しかしながら聖シメオンは多くの弟子達に、存命中も死後も大きな影響を与えた。

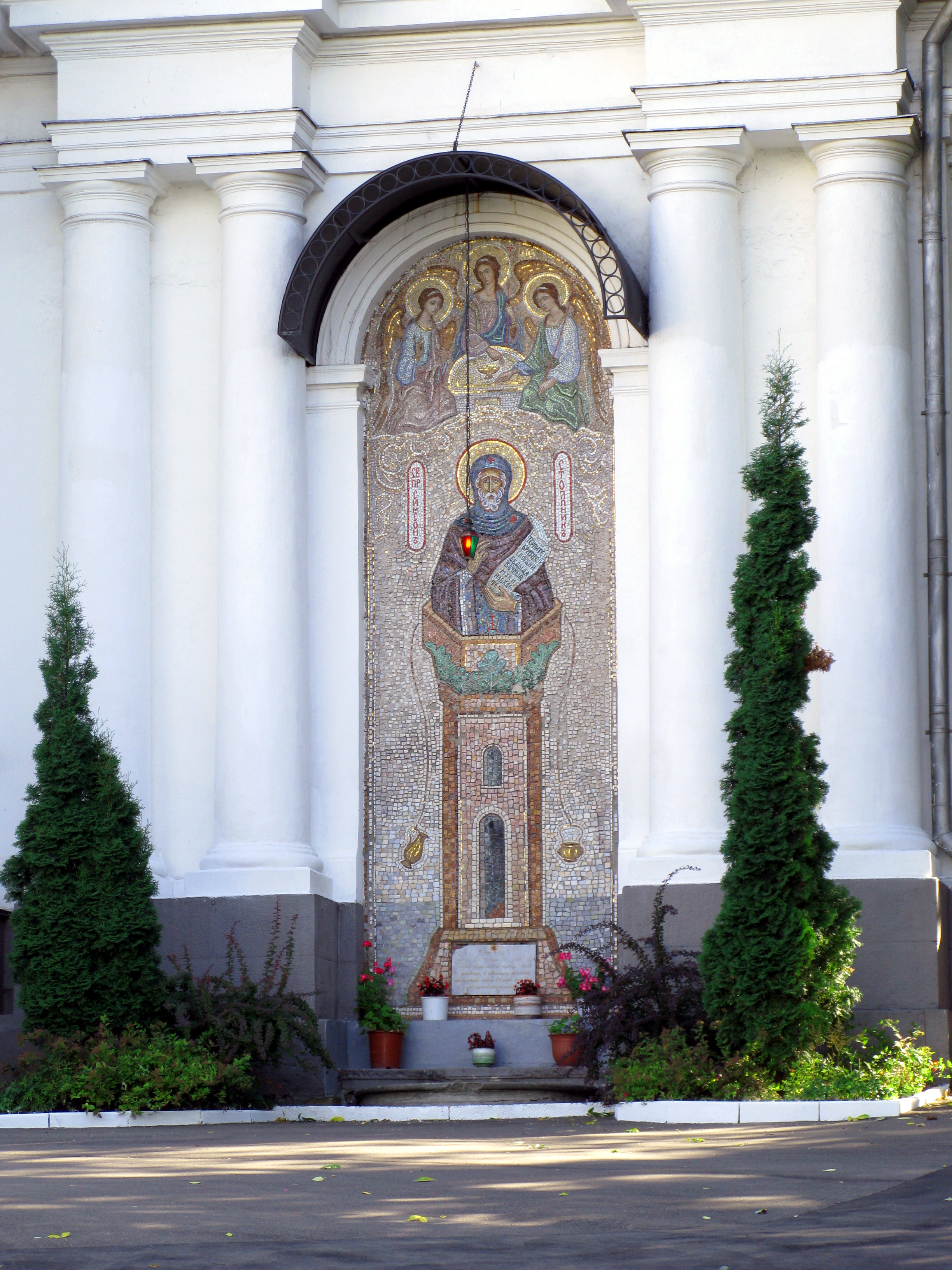
モスクワに流れるヤウザ川のそばにある、登塔者聖シメオン聖堂の外壁。登塔者聖シメオンのイコン。

各地に登塔者聖シメオンを記憶する聖堂がある。シメオンの柱のあった場所は現在のシリア・アレッポ県にあたる。柱は現存しており、その周りには聖シメオン教会（現在は廃墟）が建てられ、その一帯はシメオンの名をとってジャバル・サマーン（シメオン山）と呼ばれる。
記憶日は正教会で9月1日（ユリウス暦使用教会では9月14日に相当）。西方教会で1月5日である。

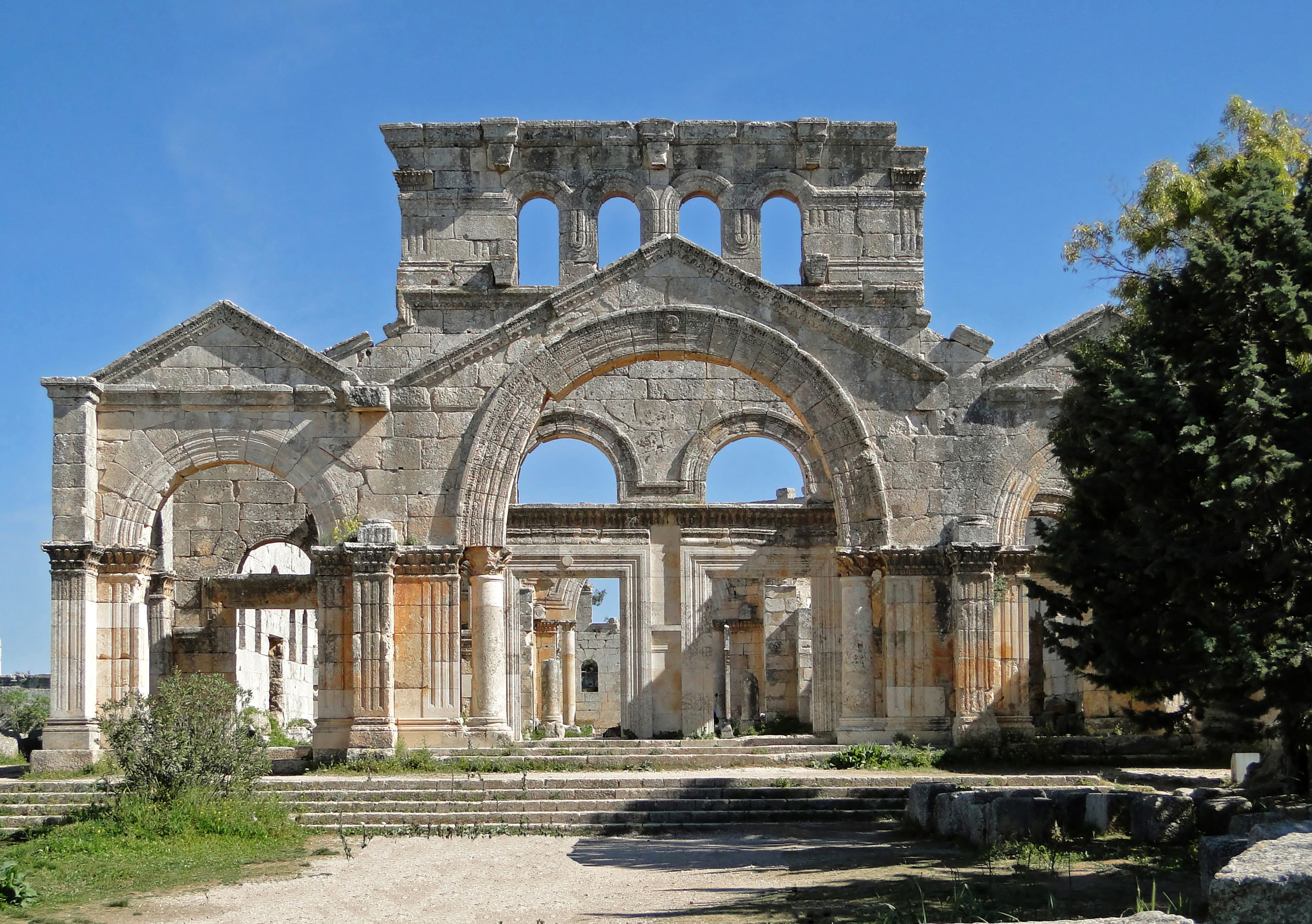
シリアの北部にある聖シメオン教会
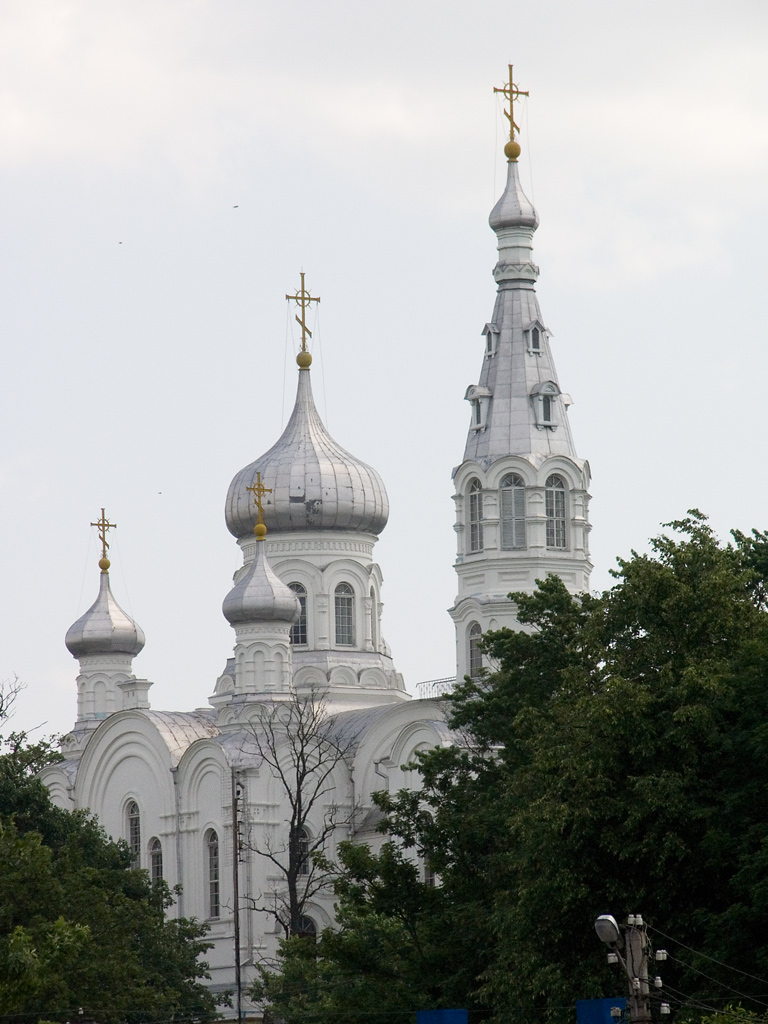
ベラルーシのカミャネツ（英語版）にある登塔者シメオン聖堂
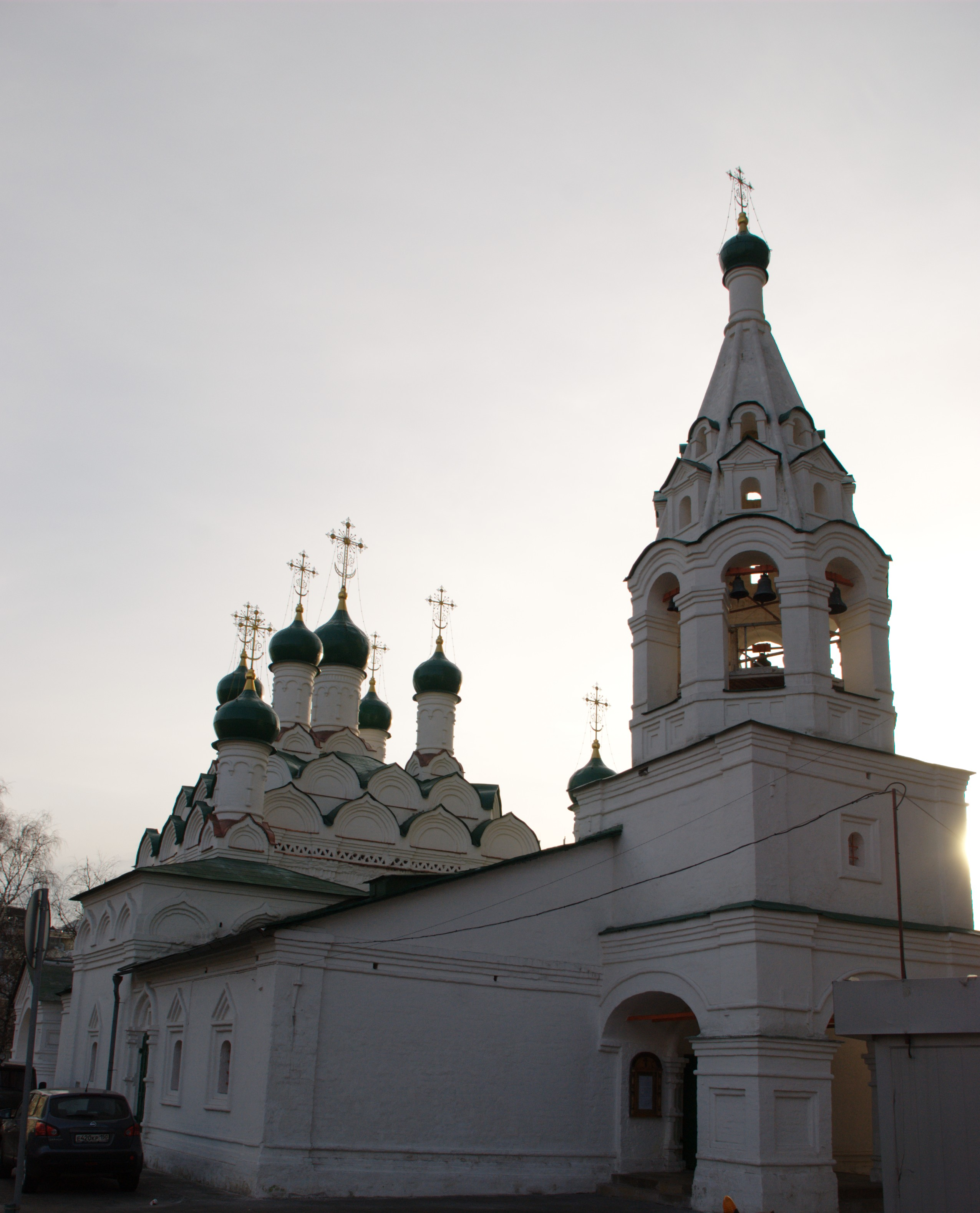
モスクワ・ポヴァルスカヤ通りの登塔者シメオン聖堂
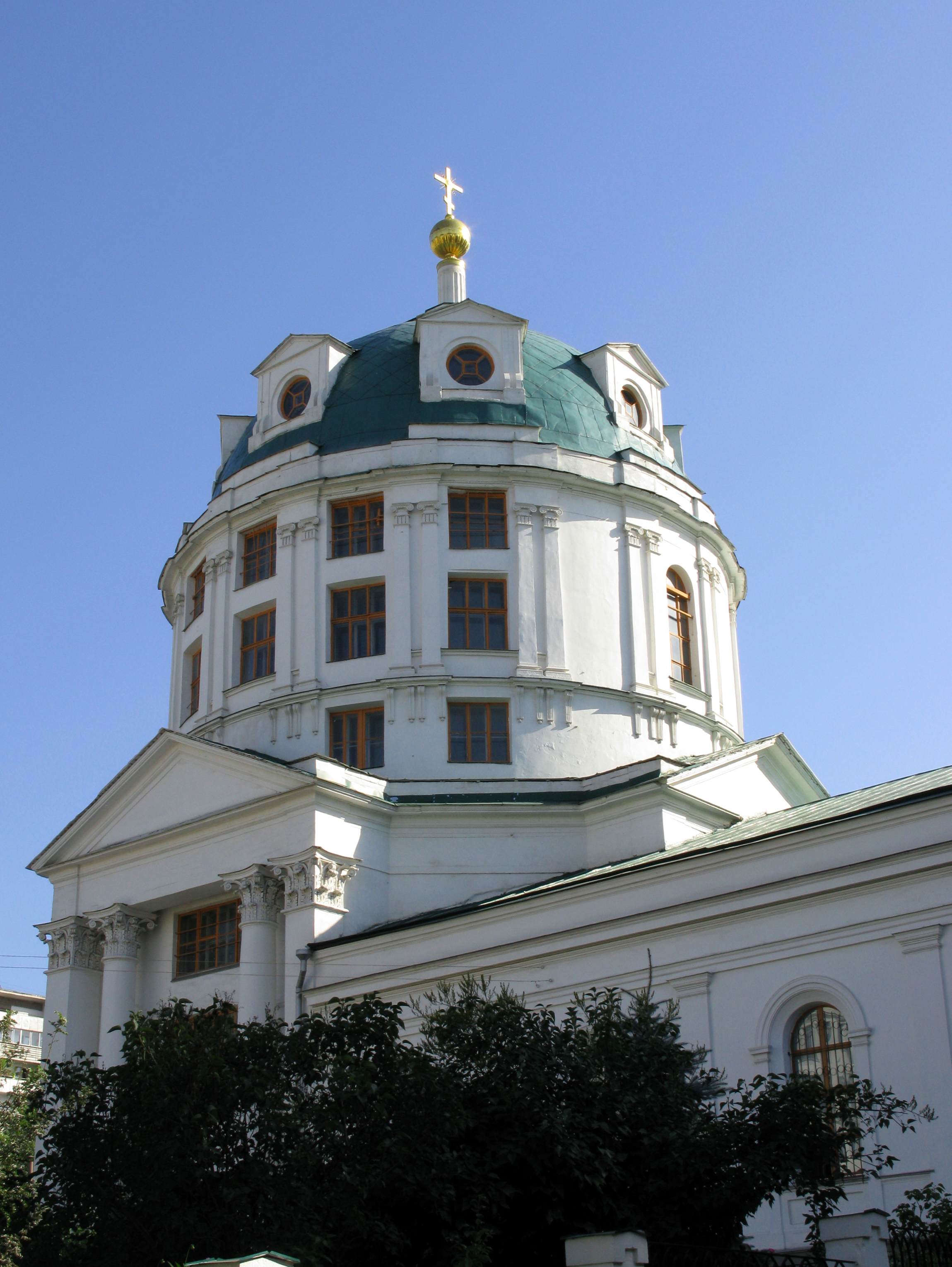
モスクワに流れるヤウザ川のそばにある登塔者聖シメオン聖堂

## ギネスブック
世界一柱の上に長く座り続けた人物として、ギネスブックに掲載されている。2009年現在ギネス世界記録に認定されている記録の中で、最も長く更新されていない記録でもある。